# Elmar Kos
Elmar Kos (* 14. September 1960 in Göppingen) ist ein deutscher römisch-katholischer Theologe und Professor für Systematische Theologie.

## Werdegang
Elmar Kos studierte von 1981 bis 1989 Katholische Theologie und von 1985 bis 1992 Philosophie an der Universität Tübingen. 1996 wurde er zum Dr. theol. durch die Katholisch-Theologische Fakultät der Eberhard-Karls-Universität Tübingen promoviert. Dort folgte die Habilitation im Jahr 2001. Danach war er von 1994 bis 2000 als Wissenschaftlicher Mitarbeiter an der Universität-Gesamthochschule Siegen und von 2000 bis 2002 als Referent in der Diözese Osnabrück in den Aufgabenbereichen Hochschulgemeinde sowie Religionsunterricht tätig. Kos lehrt seit 2003  Moraltheologie an den Universitäten Osnabrück und Vechta.

## Werke (Auswahl)

### Monografien
- Theologie im Fernkurs: Verantwortung für das Leben. (= Aufbaukurs Theologie, Lehrbrief 17). Domschule e.V., Würzburg 2017, Inhaltsverzeichnis.[2]
- Verständigung oder Vermittlung? Die kommunikative Ambivalenz als Zugangsweg einer theologischen Medienethik. (= Forum interdisziplinäre Ethik, Band 17). Peter Lang, Frankfurt am Main 1997, ISBN 978-3-631-30556-0.

### Herausgeberschaften
- Zusammen mit Peter Braun, Bernd Seidl: Medien – Wahrnehmung – Ethik. Eine annotierte Bibliographie. Francke, Tübingen 2001, ISBN 978-3-7720-2183-1.
- Kirchenkrise als Chance. (= Vechtaer Beiträge zur Theologie, Band 15). Lit Verlag, Münster 2012, ISBN 978-3-643-11336-8.
- „Der Papst ändert keine einzige Lehre, und doch ändert er alles.“ Aufbrüche und Veränderungen in der Katholischen Kirche mit Papst Franziskus. (= Vechtaer Beiträge zur Theologie, Band 18). Lit Verlag, Münster 2019, ISBN 978-3-643-14474-4.